# ريكاردو إيل
ريكاردو إيل هو لاعب كرة قدم برازيلي في مركز الدفاع، ولد في 18 ديسمبر 1984 في ساو بورخا في البرازيل.

## وصلات خارجية
- ريكاردو إيل على موقع قاعدة بيانات كرة القدم.إي يو (الإنجليزية)
- ريكاردو إيل على موقع Soccerway.com (الإنجليزية)